# Lebia
Pour le genre de poissons lacustres, voir Lebias.
Genre
Lebia est un genre d'insectes coléoptères de la famille des Carabidae, de la sous-famille des Harpalinae ou des Lebiinae selon les classifications.

## Sous-genres
Chelonodema - 
Cymatographa - 
Glyciolebia - 
Grammica - 
Lamprias - 
Lebia - 
Liopeza - 
Loxopeza - 
Metalebia - 
Nematopeza - 
Nipponolebia - 
Poecilostola - 
Poecilothais - 
Polycheloma - 
Promecochila - 
Rhytidopeza - 
Stephana

## Liste des espèces rencontrées en Europe
Selon Fauna Europaea (5 févr. 2015) :
- Lebia cruxminor (Linnaeus, 1758)
- Lebia holomera Chaudoir, 1871
- Lebia humeralis Dejean, 1825
- Lebia lepida Brullé in Audouin & Brullé, 1834
- Lebia maraniana Kult, 1943
- Lebia marginata (Geoffroy in Fourcroy, 1785)
- Lebia menetriesi Ballion, 1869
- Lebia nigricollis Gene, 1839
- Lebia nigripes Dejean, 1825
- Lebia scapularis (Geoffroy in Fourcroy, 1785)
- Lebia trimaculata (Villers, 1789)
- Lebia turkestanica Jedlicka, 1966